# Bốn hiện đại hóa
Bốn hiện đại hóa (giản thể: 四个现代化; phồn thể: 四個現代化; bính âm: Sìgè xiàndàihuà) là những mục tiêu được Thủ tướng Quốc vụ viện đầu tiên Chu Ân Lai chính thức công bố nhằm tăng cường các lĩnh vực nông nghiệp, công nghiệp, quốc phòng, khoa học và công nghệ ở Cộng hòa Nhân dân Trung Hoa. Bốn hiện đại hóa được áp dụng như một phương tiện phục hồi nền kinh tế Trung Quốc vào năm 1977, sau cái chết của Mao Trạch Đông, và sau đó là một trong những đặc điểm nổi bật trong nhiệm kỳ của Đặng Tiểu Bình trên cương vị là nhà lãnh đạo tối cao của Trung Quốc. Vào đầu thời kỳ "Cải cách và Mở cửa", Đặng đã đề xuất thêm ý tưởng về "Xã hội khá giả" vào năm 1979.

## Tổng quan
Mục tiêu này từng được giới thiệu sớm nhất là vào tháng 1 năm 1963: tại Hội nghị về Công tác Khoa học và Công nghệ tổ chức ở Thượng Hải vào tháng 1 năm 1963, Chu Ân Lai đã kêu gọi các chuyên gia trong lĩnh vực khoa học thực hiện “Bốn hiện đại hóa”. Tháng 2 năm 1963, tại Hội nghị Quốc gia Hội nghị về Công tác Khoa học và Công nghệ Nông nghiệp, Nhiếp Vinh Trăn đặc biệt đề cập đến Bốn hiện đại hóa bao gồm nông nghiệp, công nghiệp, quốc phòng và khoa học và công nghệ. Thời kỳ Cách mạng Văn hóa đã ngăn cản và trì hoãn việc thực hiện Bốn hiện đại hóa trong nhiều năm. Năm 1975, trong một trong những hoạt động công khai cuối cùng của mình, Chu Ân Lai đã đưa ra một đề xuất khác cho Bốn hiện đại hóa tại Đại hội Đại biểu Nhân dân Toàn quốc lần thứ 4.
Sau cái chết của Chu và Mao ngay sau đó, Hoa Quốc Phong nắm quyền kiểm soát đảng vào năm 1976. Ít lâu sau ông bèn ra lệnh bắt giữ Bè lũ Bốn tên, biến cố này đánh dấu sự kết thúc của Cách mạng Văn hóa. Sự kiện này đã tạo điều kiện cho việc ban hành Bốn hiện đại hóa. Đến năm 1977, tất cả các đơn vị ở mọi lĩnh vực và mọi cấp độ xã hội đều tập trung vào việc thực hiện Bốn hiện đại hóa. Một nguyên lý cốt lõi là bác bỏ khái niệm lâu đời trước đây được gọi là "bát cơm sắt".
Ý tưởng mới là tất cả người lao động không nên được trả lương như nhau mà phải trả lương dựa theo năng suất của họ. Người ta nghĩ rằng để trở thành một xã hội tiêu dùng, Trung Quốc cần phải trở thành xã hội sản xuất. Tháng 12 năm 1978 tại Phiên họp toàn thể lần thứ 3 Ban Chấp hành Trung ương Đảng Cộng sản Trung Quốc khóa XI, Đặng Tiểu Bình tuyên bố chính thức phát động Bốn hiện đại hóa, chính thức đánh dấu sự khởi đầu của công cuộc cải cách. Là một phần trong nỗ lực theo đuổi Bốn hiện đại hóa, Đảng Cộng sản đã khôi phục lại kế hoạch xây dựng đập Tam Hiệp, nhấn mạnh sự cần thiết phải phát triển ngành thủy điện.(tr204)

## Tranh cãi
Ngày 5 tháng 12 năm 1978, cựu hồng vệ binh Ngụy Kinh Sinh đã dán đại tự báo viết về "dân chủ" là hiện đại hóa thứ năm trên Bức tường Dân chủ ở Bắc Kinh. Ông bị bắt vài tháng sau đó và bị bỏ tù 15 năm cho đến năm 1993 mới được trả tự do.